# Fairbanks, Alaska
Fairbanks este după Anchorage al doilea oraș ca mărime din Alaska. El se află amlpasat pe cursul lui Chena River, la nord de Tanana River fiind centrul administrativ al regiunii Fairbanks North Star Borough.